# Borjú

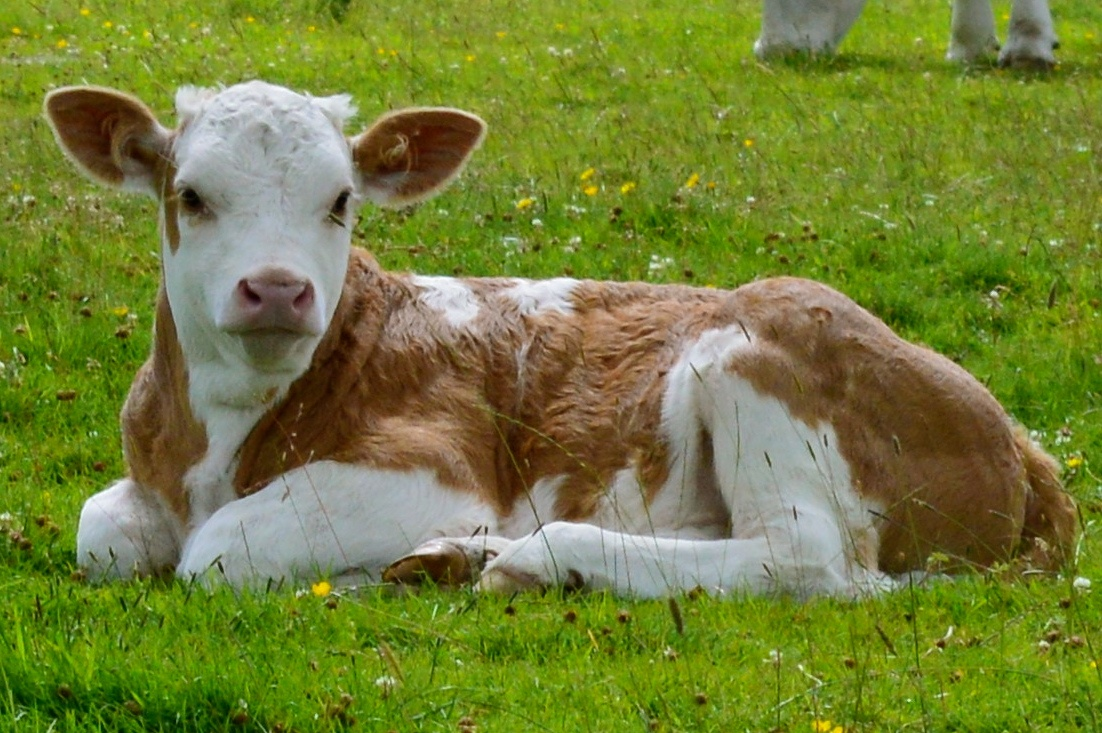
Szarvasmarha borjú

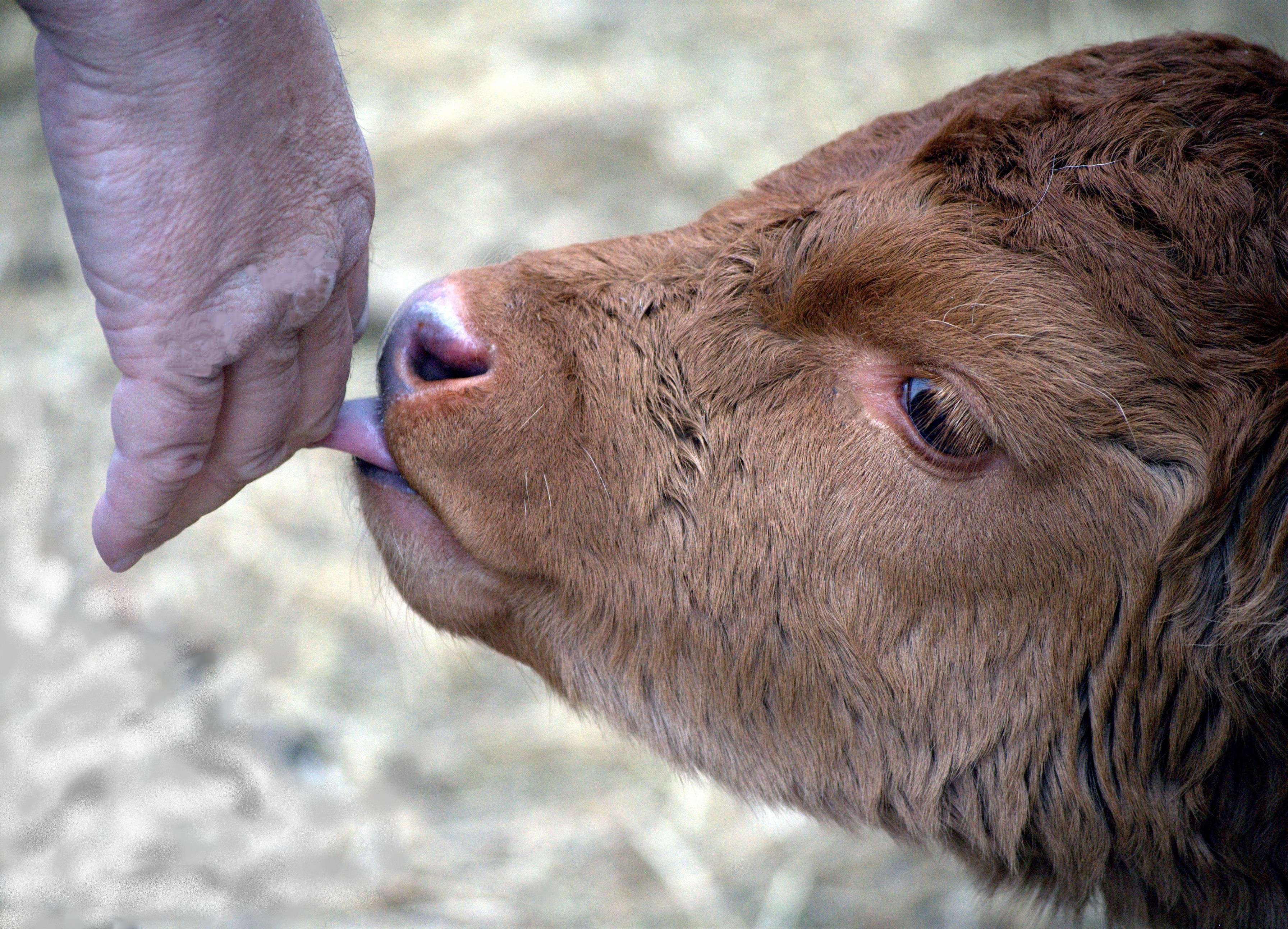
Kisborjú és gazdája

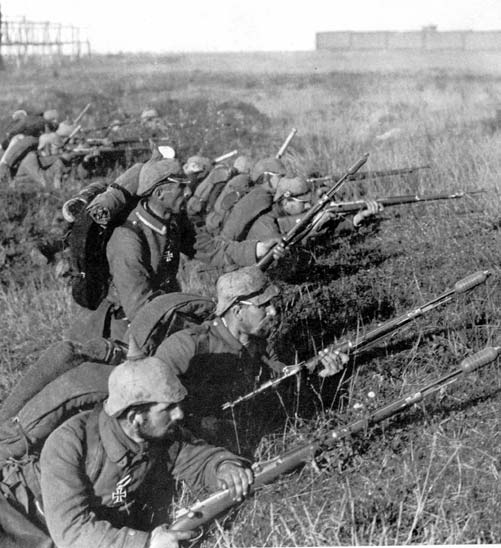
Német katonák a lövészárokban, hátukon a borjú, 1914. szeptember

A borjú a fiatal szarvasmarha neve a szoptatás megszűnéséig. Más nagyobb testű állat fiatal egyedeit is így nevezik, például elefánt, szarvas, fóka: közös az elnevezésekben, hogy az anyaállatot tehénnek nevezik, míg az apaállatot bikának.
Borjú volt a népies neve a régebben kizárólag borjúbőrből készült katonai hátizsáknak is.

## Borjú (szarvasmarha) húsrészek magyar elnevezései agasztronómiában
- gerinc
- frikandó
- szegy
- karaj
- dió
- nyak
- vesés[1]
- rózsa
- csülök
- szűzpecsenye
- lapocka